# Volker Rosin
Volker Rosin (* 25. Februar 1956 in Rheinkamp) ist ein deutscher Liedermacher für Kindermusik.

## Leben

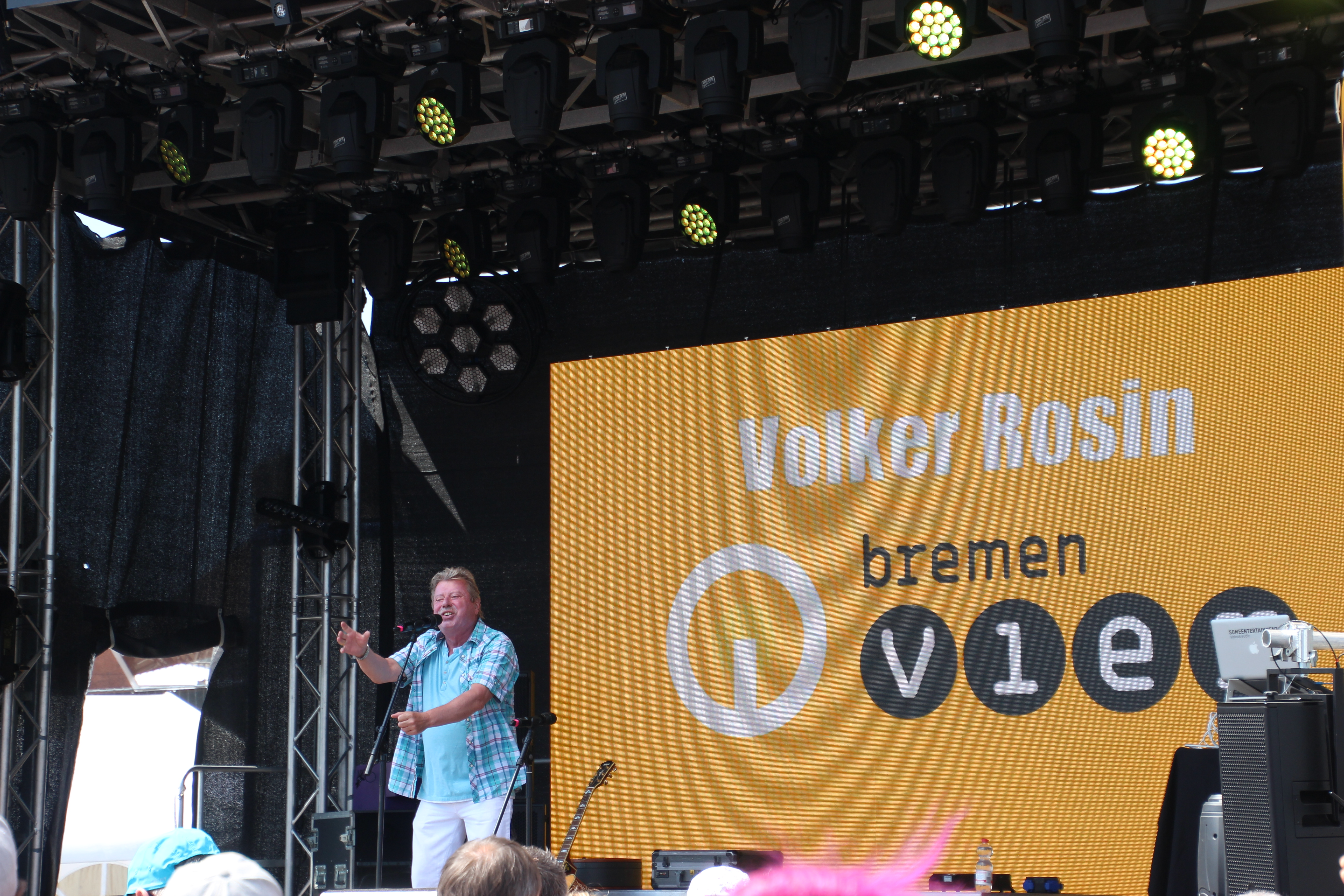
Volker Rosin auf der Bremen-Vier-Bühne beim Seestadtfest am 27. Mai 2018 in Bremerhaven

Volker Rosin wurde als Sohn des Schlossers Heinz Rosin und seiner Frau Annemarie geboren. Seine ersten Auftritte absolvierte er ab 1973 als Liedermacher in Jugendzentren, Kneipen und kleineren Hallen u. a. in Minden, Bückeburg und Osnabrück. Von Beginn an präsentierte er dabei eigene Kompositionen und Texte, zunächst ausschließlich für Jugendliche und Erwachsene. Von 1975 bis 1977 erlernte er an der Fachschule für Sozialpädagogik in Minden den Beruf eines Erziehers und war anschließend zwei Jahre als Erzieher im Kindergarten Hausberge/Porta Westfalica tätig. In dieser Zeit schrieb er erste Songs für Kinder. Ab 1978 machte er sich als Kinderliedermacher selbstständig und veröffentlichte 1980 mit „Die Liederwiese“ im Don Bosco Verlag, München sein erstes Liederbuch. Nebenher studierte er an der Fachhochschule für Sozialpädagogik in Kiel und beendete ein Studium 1982 als Diplom-Sozialpädagoge. 1981 erschien mit „Die Liederwiese“ seine erste Veröffentlichung auf seinem Label „Moon Records“ als MC. Ab 1982 veröffentlichte Rosin pro Jahr eine Platte, sowie die dazugehörigen Liederbücher; u. a. auch „Das singende Känguruh“ und „Der Gorilla mit der Sonnenbrille“, sowie seine Platte „Beatles für Kinder“, bei der es ihm als einzigem deutschen Kinderkünstler vom Beatles-Verlag in London erlaubt wurde, Songs der Fab-Four für Kinder umzutexten. Seit 1985 wurden mehrere seiner Lieder für Die Sendung mit der Maus in Bildergeschichten umgesetzt, meist gesungen von seinem 1980 geborenen Sohn Alexander. 1987 und 1988 war Volker Rosin musikalischer Gast beim Kinderfest des Bundeskanzlers und sang dort seine Lieder. Neben seinen CD-Produktionen widmete sich Volker Rosin vor allem seinen Live-Auftritten, bei denen er das Publikum mit einbezieht. Daneben hält er musikpädagogische Seminare für Erzieherinnen. 1987 wurde sein Sohn Michael geboren. In den 1990er Jahren erschienen mit „Oldies für Kinder“ und „Heut ist Partytime“ zwei CDs mit Cover-Versionen von Oldies aus vierzig Jahren Popgeschichte, die Volker Rosin selbst als „musikalische Brücke zwischen den Generationen“ bezeichnete. 1995 erhielt er den deutschen Verkehrssicherheitspreis für seine CDs „Vorfahrt für Kinder“ und „Sicher ist Sicher“. Im gleichen Jahr erschien sein erstes Video „Singen macht Spaß“. Im Rahmen einer UNICEF-Aktion auf dem Reitturnier CHIO ’99 in Aachen sangen 12.300 Kinder aus Deutschland, Belgien und den Niederlanden Volker Rosins Hit „Der Gorilla mit der Sonnenbrille“. Damit erhielt er einen Eintrag im Guinness-Buch der Rekorde.
Im Jahre 2000 startet sein Projekt „Ein kleines Herz“, für Familien und Kindern mit Herzerkrankungen. 2004 kam die Partyversion seines Liedes vom singenden Känguru als „Känguru Dance“ die deutschen und österreichischen Charts auf Platz 19 und auch die Coverversion von DJ Ötzi erreichte die Top 20. Im gleichen Jahr schrieb Rosin die Musik für das Musical „Cinderella“ von Christian Berg. 2005 hielt sich sein Song „Das Lied über mich“ in der Version von Peter Wackel mehrere Wochen in den Charts. Seit 2005 ist die von ihm mitkonzipierte Sendung Tanzalarm mit Rosins Kinderdisco-Hits eine der erfolgreichsten Eigenproduktionen des Kinderfernsehens Kika. Die CD dazu hielt sich 2005 mehrere Wochen in den deutschen Charts. In der Kika-Sendung Musikboxx wurden seine Songs etwa 150 Mal eingesetzt. 2006 entwickelte Volker Rosin mit „Arkadaslar Elele“ ein Projekt zur Integration, das in mehreren Folgen für den Kika verfilmt wurde (auch als DVD erhältlich) und Ausgangspunkt seiner Sendereihe „Lasst uns heute Freunde sein“ ist. Weitere Folgen gab es zum Thema Afrika und Russland. Er produziert auch spezielle Songs für Reiseanbieter und Veranstalter. Für den Robinson Club schrieb er mit Biggi Lechtermann das Musical „Roby und das Geheimnis der Magie“, sowie mit Hans Schäfer das Singspiel „Roby und die Piraten“. 2006 erhielt er eine Goldauszeichnung für seine Produktion „1-2-Fly Solino Kinderdisco“, die unter dem Titel „Kinderdisco – Das Original“ auch die deutschen Albumcharts erreichte. Für seine CD „Minidisco International“ nahm Volker Rosin seine Songs in elf verschiedenen Sprachen auf, u. a. griechisch, chinesisch, türkisch und spanisch. 2007 veröffentlichte er die CD „Jambo Mambo“. 2009 platzierte sich seine Single „Hoppelhase Hans“, eine Party-Version seines Kinderliedes in Zusammenarbeit mit Lorenz Büffel, auf Platz 75 der Single-Charts. Bis 2011 hat Volker Rosin mehr als vier Millionen CDs und über 600.000 Bücher mit seinen Liedern verkauft.
Im Oktober 2011 stiftete Rosin gemeinsam mit seinen Kollegen Rolf Zuckowski und Detlev Jöcker den mit insgesamt 8.000 Euro dotierten Deutschen Kita-Musikpreis, der an acht Kindertagesstätten vergeben wurde.
Seit 2011 engagiert sich Rosin im Düsseldorfer Karneval und unterstützt durch Benefizkonzerte die Arbeit der Düsseldorfer Kindertafel.
2012 arbeitete Rosin mit dem Circus Roncalli zusammen. Hierbei entstand die Folge „Zirkus um Volker Rosin“ aus einer Hörspielreihe um den Circus Roncalli. Dazu spielte Rosin ein Charity-Konzert beim Gastspiel des Circus Roncalli in Düsseldorf zugunsten von UNICEF.
2015 veröffentlichte Volker Rosin sein erstes Jazzalbum für Kinder. „Der blaue Hund will tanzen“ enthält Standards der Jazzliteratur, für die er kindgerechte Texte geschrieben hat und die Kindern einen unbefangenen Umgang mit Jazz und Swing ermöglichen sollen. Die CD platzierte sich im Mai 2015 auf Platz sieben der deutschen Jazzcharts.
Im Dezember 2016 hat Rosin die Volker Rosin Stiftung gegründet. Die Stiftung soll auf Basis seines Lebenswerkes und der darin enthaltenen Werte musikalische Projekte fördern und initiieren, in denen Musik mit Spiel, Theater oder Bewegung kombiniert und so soziale Fähigkeiten und Strukturen gestärkt werden. Dies gilt vorzugsweise für Kinder aus sozial benachteiligten Verhältnissen, Kinder mit körperlichen und/oder geistigen Einschränkungen, wie auch für Kinder mit Migrationshintergrund.
Dazu engagiert sich Volker Rosin für das Kinder- und Jugendhospiz Regenbogenland in Düsseldorf. Zu diesem Zweck gibt er einmal im Jahr ein Benefizkonzert wie zuletzt im Oktober 2016.
2018 unterstützte Volker Rosin mit einem Konzert HERZWERK e. V., eine Initiative der Schauspielerin Jenny Jürgens, die auf die Notwendigkeit der Generationen übergreifenden Solidarität hinweist.
Im März 2019 gab Volker Rosin ein Benefizkonzert in Oberhausen zu Gunsten des „Tabu e. V.“ aus Dortmund, der sich in Kenia für Bildung statt Genitalverstümmlung bei Kindern einsetzt.
Im Rahmen der Solidaraktion „Träumen helfen“ unterstützte Volker Rosin im Mai 2020 den Verein German Doctors mit einer Online-Vorleseaktion.
Volker Rosin engagiert sich auch kulturell in seiner Heimatstadt Düsseldorf. So nahm er im Juli 2020 an der Aktion „Heine am Hörer für Kleine“ des Düsseldorfer Heinrich-Heine-Instituts teil und las Kindern am Telefon ausgewählte und kindgerechte Texte von Heinrich Heine vor.
Im August 2021 spielte Volker Rosin ein Benefizkonzert zu Gunsten der Kita Mäuseburg in Stolberg-Vicht, die während der Hochwasserkatastrophe im Juli komplett zerstört wurde.
Im März 2023 gab Volker Rosin ein Benefizkonzert in Oberhausen zu Gunsten des ambulanten Kinderhospiz „Möwennest“ in Oberhausen.
Im Dezember 2024 unterstütze Volker Rosin den Verein Sternentraum 2000 e. V. aus Bagnag und ermöglichte so einem Kind mit Down-Syndrom seinen Herzenswunsch mit einem persönlichen Meet & Greet beim Konzert in Uhingen.

## Auszeichnungen
2010 benannte sich eine Grundschule in Düsseldorf nach dem Künstler in Volker-Rosin-Schule um.
Im September 2010 erhielt Volker Rosin Gold für über 100.000 verkaufte Einheiten des Albums „Das Kamel tanzt gern Cha Cha Cha“ (Universal Karussell) und im April 2012 eine Goldene Schallplatte für 100.000 verkaufte Einheiten des Albums „Ki.Ka Tanzalarm“ (Universal Karussell). Die gleichnamige DVD erhielt für 25.000 verkaufte Einheiten ebenso eine Goldene Schallplatte.
Der „Goldene Lackschuh“, Förderpreis der Senatoren der Düsseldorfer Karnevalsgesellschaft DKG Weissfräcke e. V., wurde zur Session 2010/2011 erstmals an Volker Rosin für seine Arbeit für und mit den Düsseldorfer Kindern und die kostenlose Verbreitung der CD „Wir sind die Kids vom Rhein“ an den Düsseldorfer Schulen verliehen.
Im August 2015 folgte seine vierte Goldene Schallplatte für über 100.000 verkaufte Einheiten des Albums „Komm lass uns tanzen“ (Universal Karussell).
Im Februar 2016 wurde Volker Rosin zum Botschafter der Düsseldorfer Kindertafel ernannt, die sich dafür einsetzt, dass bedürftige Schulkinder jeden Tag ein warmes Mittagessen bekommen.
Im Juli 2019 erhielt Rosin seine fünfte Goldene Schallplatte für über 100.000 verkaufte Einheiten des Albums „Turnen macht Spaß“ (Universal Karussell).
Im Oktober 2021 wurde Volker Rosin mit dem Ballermann Kids Charts Award als erfolgreichster Kinderliedersänger ausgezeichnet.
Im März 2023 wurde Volker Rosin mit dem Ballermann-Award in der Kategorie „Kids Party“ in Willingen ausgezeichnet.
Im Februar 2024 wurde Volker Rosin mit dem Deutschen Musikautor*innenpreises 2024 der Gema in der Kategorie "Text Kinderlied" ausgezeichnet.

## Privates
Rosin ist verheiratet und hat zwei Söhne. Sein Sohn Alexander (* 1980) macht unter dem Namen Alex Amsterdam ebenfalls Musik.

## Diskografie (Auswahl)
- 1981: Volkers Liederwiese
- 1982: Volkers bunte Liederkiste
- 1983: Winterzeit Weihnachtszeit
- 1984: Beatles für Kinder
- 1985: Das ist unsere Welt
- 1986: Das singende Känguruh
- 1987: Komm mach mit
- 1988: Vorfahrt für Kinder
- 1989: Mit Spaß und Fantasie
- 1990: Itzibitz, die Liedermaus
- 1991: Weihnacht im Schnee
- 1994: Typisch Volker Rosin
- 1995: Oldies für Kinder
- 1997: Das Nilpferd mit dem Dudelsack
- 1998: Heut’ ist Partytime
- 1998: Hejo Weihnachtsmann
- 2003: Turnen macht Spaß (DE: Gold (Kids-Award))
- 2003: Affenschrille Hitbananen
- 2003: Heut ist Partytime
- 2003: Discobär und Hexentanz
- 2003: 24 Türchen
- 2003: Hejo, Weihnachtsmann
- 2003: Schöne Bescherung
- 2004: Cinderella-Musical
- 2005: Flitze Flattermann
- 2005: Volker Rosin „Live“
- 2007: Jambo Mambo
- 2008: Dezember Disco
- 2009: Komm, lass uns tanzen
- 2010: Tanzen macht Spaß
- 2010: Das Kamel tanzt gerne Cha Cha (DE: Gold (Kids-Award))
- 2011: Tierisch in Bewegung
- 2012: Alle Kinder tanzen
- 2012: Ki.Ka Tanzalarm! Die DVD! (DE: Gold (Video-Award))
- 2012: Kunterbunte Jahreszeiten
- 2014: Tanz mit mir! – Seine schönsten Hits
- 2014: Meine besten Berufslieder
- 2015: Der blaue Hund will tanzen
- 2016: Volle Kraft voraus
- 2017: Tanzfieber!
- 2019: Best Of!
- 2019: Weckt den Weihnachtsmann
- 2020: Best Of! 2
- 2021: Lasst uns Freunde sein
- 2022: Das Disco Krokodil
- 2023: Das Disco Krokodil – Die Sommer-Edition
- 2024: Ich wünsch dir schöne Träume
- 2024: Tierische Kinderdisco